# Joseph Beuys’ Badewanne
Joseph Beuys’ Badewanne, eigentlich „unbetitelt (Badewanne)“ (1960), 100 × 100 × 45 cm, ist ein Kunstobjekt von Joseph Beuys.

## Geschichte
Die mit Heftpflaster, Mullbinden, Fett und Kupferdraht bearbeitete Säuglingsbadewanne, erstmals 1968 oder 1969 in der Kunstakademie Düsseldorf öffentlich ausgestellt, war 1972 bis 1973 neben anderen Werken von Beuys als Leihgabe des Kunstsammlers Lothar Schirmer Teil der Wanderausstellung „Realität – Realismus – Realität“ von sieben städtischen Museen, darunter das Wuppertaler Von der Heydt-Museum als Leihnehmer und das Städtische Museum für moderne Kunst Leverkusen. Eine Schrifttafel trug den Vermerk, in diesem Gefäß sei einst der Säugling Joseph Beuys gebadet worden. Dieser wurde von Unbekannten mit den Worten „Offenbar zu heiß“ ergänzt.
Für die Ausstellung im Schloss Morsbroich ging das Werk nach Leverkusen und wurde dort eingelagert, da die Ausstellung noch aufgebaut werden sollte. Der SPD-Ortsverein Leverkusen-Alkenrath feierte am 3. November 1973 in diesem Museum ein Fest. Zwei SPD-Mitglieder, Hilde Müller und Marianne Klein, suchten eine Schüssel zum Gläserspülen und entdeckten die scheinbar mit Heftpflaster und Mullbinden verschmutzte Badewanne, ohne zu ahnen, dass diese mit ihren Materialien ein Kunstwerk war. „Wir dachten, das alte Ding könnten wir schön sauber machen und benutzen, um darin unsere Gläser zu spülen“, erinnern sie sich, „so wie die aussah, konnten wir sie nicht gebrauchen. Deshalb haben wir die Wanne geschrubbt.“
Dadurch wurde ein Skandal ausgelöst; Beuys war nicht begeistert. Schirmer fiel in Bezug zu dem verunstalteten Objekt zunächst nur der Vergleich mit einem „rasierten Kaktus“ ein. Die Stadt Wuppertal als Leihnehmerin wurde durch Schirmer verklagt und 1976 vom Landgericht Wuppertal in erster Instanz zu 40.000 DM und vom Oberlandesgericht Düsseldorf in zweiter Instanz zu 58.000 DM Schadensersatz verurteilt; Schirmer bekam dabei auch die Badewanne zugesprochen. Im Auftrag von Schirmer versuchte Beuys 1977 in München die Badewanne als Kunstwerk wiederherzustellen, wobei alle vorhandenen Fotografien zurate gezogen wurden und die ursprünglichen Materialien, soweit sie noch zu beschaffen waren, wieder zum Einsatz kamen. Als Schenkung von Lothar Schirmer wurde die Wanne 2013 Bestandteil der Beuys-Sammlung der Städtischen Galerie im Lenbachhaus in München.
Ein ähnliches Schicksal widerfuhr 1986 Beuys’ Fettecke in seinem ehemaligen Atelier Raum 3 in der Düsseldorfer Kunstakademie, die nach dem Tod des Künstlers vom Hausmeister der Akademie entfernt wurde. Auch eine Puppe, die Beuys zu Beginn der 1960er Jahre als Spielplastik für den Schulhof der Düsseldorfer Rolandschule geschaffen hatte, war wenig später ruiniert.

## Rezeption
Das Ereignis ist in den zeitgenössischen Anekdotenschatz eingegangen, wurde medienwirksam kolportiert und in verschiedenen Varianten erzählt. So habe in einem Museum ein Werk von Beuys gestanden, das aus einer Badewanne mit Müll bestanden habe. Putzfrauen hätten vor einer Vernissage beim Reinemachen diese Wanne gesäubert, ohne zu erkennen, dass es sich um ein Kunstwerk handelte.
Ein Werbefilm des Scheuermittels ATA trug 1975 zu der sogenannten „Putzfrauenlegende“ nicht unerheblich bei, in welchem zwei typisierte Putzfrauen mit Kopftuch, Kittel und Putzeimer in einem Museum für moderne Kunst in einem weiß getünchten Raum mit abstrakten Gemälden eine Badewanne scheuern. Der Künstler kommt herein und die beiden Damen fragen: „Na, Meister, glänzt’s?“, wonach der Künstler entsetzt die Arme in die Luft hebt. Am Ende dieses Werbefilms hört man den Schlussakkord: „Ata, von Haus aus gründlich, so oder so.“
Die Geschichte dient in der Medienberichterstattung gelegentlich als Beispiel dafür, dass die zeitgenössische Kunst nicht immer auf den ersten Blick als Kunst zu erkennen und von Müll manchmal nicht zu unterscheiden sei. Sie ist 1983 in einem Werbespot für Reinigungsmittel erneut aufgegriffen und nachgespielt worden.
Beim Geschichtswettbewerb des Bundespräsidenten „Ärgernis, Aufsehen, Empörung: Skandale in der Geschichte“ 2010/2011 gewann eine Schülergruppe eines Gymnasiums mit dieser Geschichte einen Preis.